# Interstate 165 (Kentucky)
Pour les articles homonymes, voir Interstate 165.
L'Interstate 165 (I-165) est une autoroute auxiliaire de 70,2 miles (113,0 km) du Kentucky. Autoroute collectrice de l'I-65, elle s'étend de la jonction avec l'I-65 à Bowling Green jusqu'à la US 60 / US 231 à Owensboro. Elle a ouvert en 1972 comme la Green River Parkway et a été renommée la William H. Natcher Parkway en 1994. Elle a été désignée comme I-165 en 2019 après la mise aux normes autoroutières.

## Description du tracé

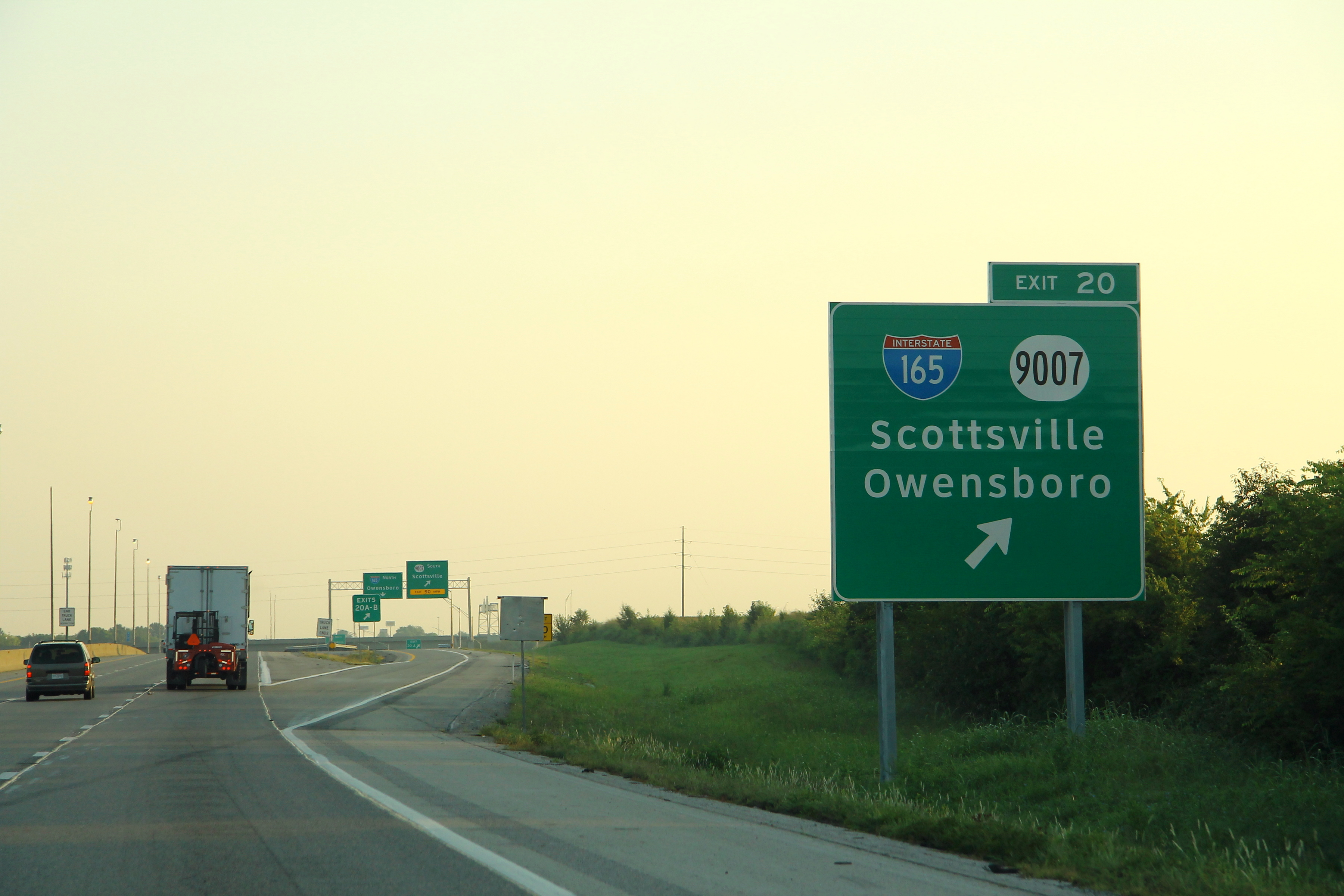
La sortie sur l'I-65 pour l'I-165 et la KY 9007

L'autoroute débute à un échangeur avec l'I-65 près de Bowling Green. Le segment de l'autoroute situé entre l'I-65 et la US 231 ne fait pas partie du système des autoroutes Interstates et est désigné comme KY 9007. L'I-165 parcourt le côté ouest de la ville en direction nord-ouest à travers des champs agricoles et près de mines de charbon sur 70,2 miles (113,0 km) avant de rencontrer son terminus nord à un échangeur avec la US 60 à Owensboro. L'autoroute rencontre, à la sortie 41, la Western Kentucky Parkway. L'I-165 contourne les villes de Morgantown, de Beaver Dam et d'Hartford.

## Liste des sorties
| Interstate 165 |               |       |        |        | | |
| Comté          | Municipalité  | mi    | km     | Sortie | Intersections / Destinations                                                                             | Notes |
| Warren         | Bowling Green | 0,00  | 0,00   | 1      | KY 9007 (en) sud – Scottsville I-65 – Louisville, Nashville                                              | Terminus sud; sortie 20A-B de l'I-65; indiqué sortie 1A (nord) et 1B (sud); la route continue au-delà comme KY 9007 |
| Warren         | Bowling Green | 3,57  | 5,75   | 3      | US 31W – Bowling Green, Franklin                                                                         | Vers l'Université de Western Kentucky                                                                               |
| Warren         | Bowling Green | 4,97  | 8,00   | 5      | US 68 / KY 80 (en) – Bowling Green, Russellville                                                         | |
| Warren         | Bowling Green | 7,42  | 11,95  | 7      | US 231 – Bowling Green, Morgantown                                                                       | |
| Butler         | Morgantown    | 26,15 | 42,08  | 26     | US 231 / KY 79 (en) – Morgantown                                                                         | |
| Butler         | Morgantown    | 27,43 | 44,14  | 27     | KY 70 (en) (Veterans Way) – Morgantown, Rochester                                                        | |
| Butler         |               | 33,85 | 54,47  | 33     | US 231 – Cromwell, Morgantown                                                                            | |
| Ohio           |               | 41,27 | 66,42  | 41     | Western Kentucky Parkway (en) – Elizabethtown, Paducah                                                   | Indiqué sortie 41A (est) et 41B (ouest)                                                                             |
| Ohio           | Hartford      | 47,80 | 76,92  | 47     | KY 69 (en) – Beaver Dam, Hartford                                                                        | |
| Daviess        | Owensboro     | 70,18 | 112,95 | 70     | US 60 (Wendell H. Ford Expressway) / US 231 vers Audubon Parkway (en) – Hawesville, Henderson, Owensboro | Terminus nord; indiqué sortie 70A (est / nord) et 70B (ouest / sud)                                                 |
|                |               |       |        |        | | |